# Rue Jacques-Kellner
La rue Jacques-Kellner est une voie du 17e arrondissement de Paris, dans le quartier des Épinettes.

## Situation et accès
Elle est parallèle à la rue Navier. Toutes deux encadrent les anciennes voies de la ligne de Petite Ceinture. Elle commence au 125, avenue de Saint-Ouen et se termine au 39, boulevard Bessières et au 44, rue des Épinettes.

## Origine du nom

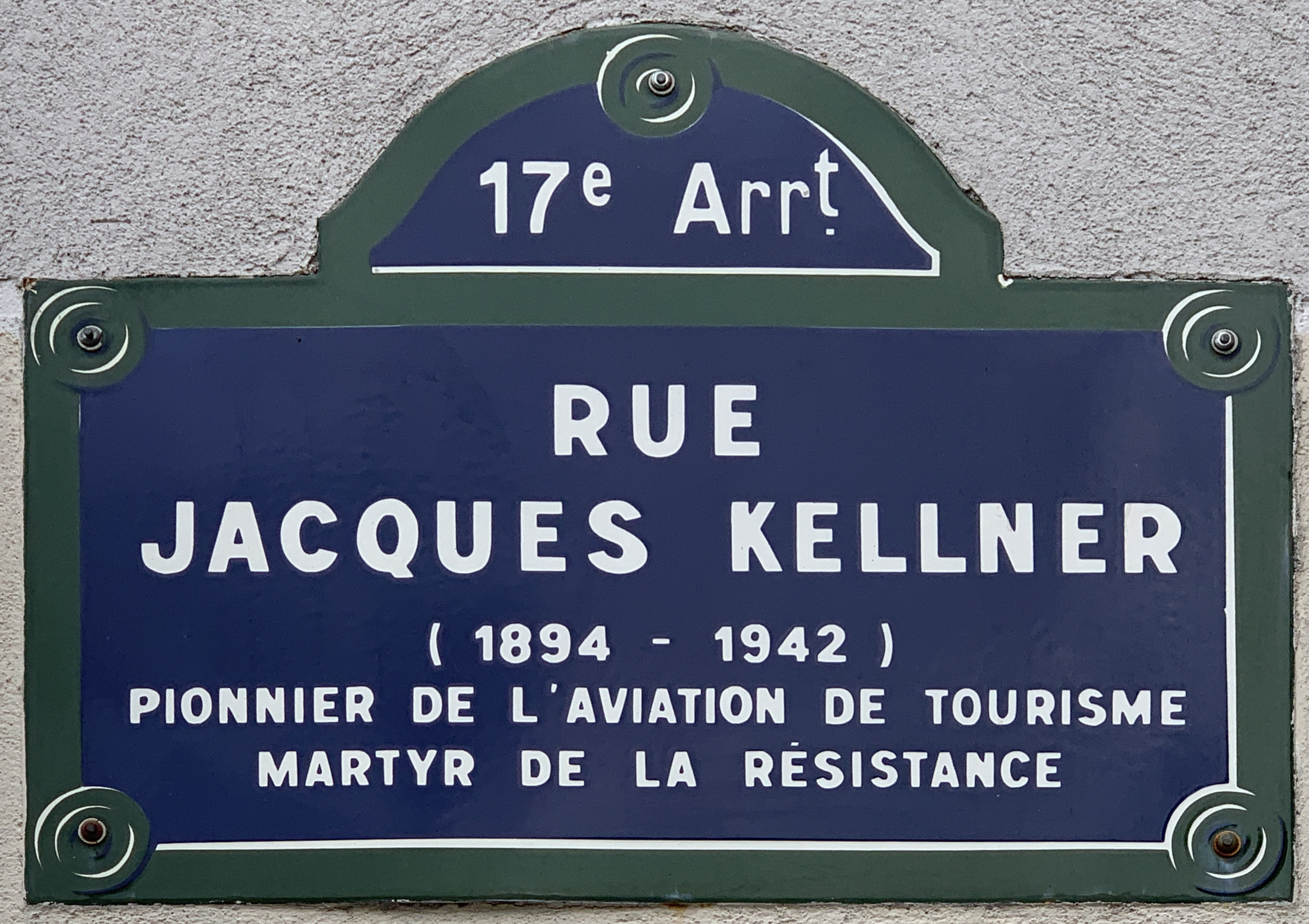
Plaque de la rue.

Elle porte le nom du pionnier de l'aviation de tourisme et résistant français, fusillé au mont Valérien, Jacques Kellner, (1894-1942).

## Historique
La rue est créée par arrêté du 28 octobre 1938 après la couverture du chemin de fer de Ceinture entre l'avenue de Saint-Ouen et l'impasse Christi.
Elle est prolongée par arrêté du 1er octobre 1940 après la couverture du chemin de fer des Docks (raccordement des Épinettes) entre la rue Lantiez et le passage Châtelet dont elle absorbe un tronçon.

## Bâtiments remarquables et lieux de mémoire
- Le square Jean-Leclaire a un accès à partir de la rue Jacques-Kellner.